# Nematus amaurus
Nematus amaurus är en stekelart som beskrevs av Vikberg 1982. Nematus amaurus ingår i släktet Nematus, och familjen bladsteklar. Arten är reproducerande i Sverige.